# NGC 7635
NGC 7635 (również Mgławica Bańka lub Mgławica Bąbel) – mgławica emisyjna znajdująca się w konstelacji Kasjopei. Została odkryta 3 listopada 1787 przez Williama Herschela. Mgławica ta znajduje się w odległości około 11 000 lat świetlnych od Ziemi.

Szczegóły widoczne przez Kosmiczny Teleskop Hubble’a

NGC 7635 ze względu na swój kształt została nazwana Mgławicą Bańka lub Mgławicą Bąbel. Mgławica ta jest wydmuchiwana przez masywną gwiazdę centralną BD+60 2522 o masie 40 mas Słońca. W miejscu przestrzeni, w którym znajduje się mgławica, napierają na siebie dwa ośrodki powodując burzliwe procesy. Ekspansja bąbla gazu jest powstrzymywana przez zewnętrzny obłok molekularny, który jest wzbudzany przez wysokoenergetyczne promieniowanie centralnej gwiazdy NGC 7635, będącej gwiazdą Wolfa-Rayeta. Promieniowanie to rozgrzewa gęste rejony obłoku molekularnego, przez co powoduje jego świecenie.